# Nomada rhenana
Nomada rhenana ist eine Biene aus der Familie der Apidae. Die Weibchen sehen Nomada zonata ähnlich. 

## Merkmale
Die Bienen haben eine Körperlänge von 7 bis 9 Millimeter (Weibchen) bzw. 7 bis 8 Millimeter (Männchen). Der Kopf und Thorax der Weibchen ist schwarz und ist rot oder gelbrot gezeichnet. Die Tergite sind rot und teilweise gelb gefleckt. Das Labrum ist rot oder rotgelb und hat ein Zähnchen. Das grob punktförmig strukturierte Schildchen (Scutellum) ist ebenso rot oder rotgelb und hat glänzende Punktzwischenräume mit deutlichen Höckern. Die Schienen (Tibien) der Hinterbeine sind am Ende stumpf und haben drei bis vier kurze, dicke, kleine Dornen. Bei den Männchen ist der Kopf und Thorax schwarz und ist gelb gezeichnet. Die basal häufig schwarzen Tergite sind rot und tragen große gelbe Flecken. Das Labrum ist gelb und trägt ein Zähnchen. Das merklich gehöckerte Schildchen hat zwei gelbe Flecken. Die Schienen der Hinterbeine sind am Ende stumpf und haben ungefähr vier kurze, dicke Dörnchen.

## Vorkommen und Lebensweise
Die Art ist in Süd- und Mitteleuropa verbreitet. Die Tiere fliegen in zwei Generationen von Ende April bis Mitte August. Sie parasitieren Andrena ovulata.

## Belege
Felix Amiet, M. Herrmann, A. Müller, R. Neumeyer: Fauna Helvetica 20: Apidae 5. Centre Suisse de Cartographie de la Faune, 2007, ISBN 978-2-88414-032-4.